# Wilhelm Christian Ernst von Feilitzsch
Wilhelm Christian Ernst von Feilitzsch (* 19. Dezember 1752; † 17. Februar 1835 in Dresden) war ein königlich-sächsischer Generalleutnant.

## Leben und Werk
Feilitzsch entstammte dem alten Adelsgeschlecht Feilitzsch, das im Vogtland und in Oberfranken ansässig war. Er wuchs in Weißdorf auf und erhielt zunächst Hausunterricht. 1767 kam er als Silberpage an den sächsischen Hof.
1771 schlug er eine Militärlaufbahn bei der Sächsischen Armee ein. Dort diente er in der Garde du Corps. 1780 stieg er zum Rittmeister und 1791 zum Major auf. 1797 wurde er zum Oberstleutnant befördert und in das Chevauleger-Regiment versetzt. 1802 wurde er Oberst und Kommandant des Karabinier-Regiments, das er 1806 in der Schlacht bei Jena befehligte. 1807 folgte seine Versetzung zum Regiment Prinz Johann Chevauleger. Er erhielt das Kommando über ein Corps, mit dem er nach Schlesien marschierte und bis zum Frieden 1807 daran beteiligt war, die mittlerweile zum Feind gewordenen Preußen abzuwehren. 1808 wurde er dafür mit dem Militär-St.-Heinrichs-Orden ausgezeichnet und im gleichen Jahr zum Generalmajor und Inspekteur über vier Kavallerieregimenter ernannt. 1809 nahm er am Feldzug der Sachsen in Österreich teil und kommandierte bei der Schlacht bei Wagram die sächsische Kavallerie.
König Friedrich August von Sachsen ließ ihn am 21. Februar 1810 zum Generalleutnant befördern. Fortan durfte er auch den Titel Exzellenz führen. Er war zudem Kommandant der Residenzstadt Dresden, bis dieser Posten 1815 aus Kostengründen abgeschafft wurde. Feilitzsch erhielt ein Wartegeld und zog sich aus der Öffentlichkeit zurück.
Verheiratet war er seit 1785 mit Henriette Ernestine von Schönberg aus dem Hause Döhlen. Mit ihr hatte er 15 Kinder. Sein letzter noch lebender Sohn schlug ebenfalls eine Militärlaufbahn ein, kämpfte zwischenzeitlich an der Seite seines Vaters und starb 1812 bei der Schlacht an der Moskwa. Er hinterließ einen Sohn, der von Wilhelm Christian Ernst von Feilitzsch und seiner Frau aufgezogen wurde.
Feilitzsch stand im Briefwechsel mit Goethe.